# Bagrami (huyện)
Bagrami là một huyện thuộc tỉnh Kabul, Afghanistan. Dân số thời điểm năm 1999 là 24,71 người.